# SO-05G
ドコモ タブレット Xperia Z4 Tablet SO-05G（ドコモ タブレット エクスペリア ゼットフォー タブレット エスオーゼロゴジー）は、ソニーモバイルコミュニケーションズによって開発された、NTTドコモの第4世代移動通信システム（PREMIUM 4G）・第3.9世代移動通信システム（Xi）・第3世代移動通信システム（FOMA）対応端末である。ドコモ タブレットのひとつ。

## 概要
SO-05Fの後継機種で、グローバルモデルであるXperia Z4 Tabletの日本国内ローカライズモデルとなる。
OSはAndroid 5.0を搭載している。
基本的な性能はau向けに発表されたSOT31とほぼ同等であるが、こちらは音声通話に対応しており、VoLTEでの通話も可能となっている。また、モバキャスの受信も可能となっている。
キャッチコピーは「創造力、生まれる。世界最薄・最軽量10.1インチタブレット」。

## 主な機能
| 主な対応サービス                                                      | 主な対応サービス                                      | 主な対応サービス                     | 主な対応サービス                                                  |
| --------------------------------------------------------------------- | ----------------------------------------------------- | ------------------------------------ | ----------------------------------------------------------------- |
| タッチパネル/加速度センサー                                           | PREMIUM 4G/Xi/FOMAハイスピード/VoLTE                  | Bluetooth                            | DCMX/おサイフケータイ/NFC/かざしてリンク/赤外線/トルカ            |
| ワンセグ/フルセグ/モバキャス                                          | メロディコール                                        | テザリング                           | WiFi IEEE802.11a/b/g/n/ac                                         |
| GPS                                                                   | ドコモメール/電話帳バックアップ                       | デコメール/デコメ絵文字/デコメアニメ | iチャネル                                                         |
| エリアメール/ソフトウェアーアップデート自動更新/生体認証 (指紋／虹彩) | デジタルオーディオプレーヤー(WMA・MP3他)/ハイレゾ音源 | GSM/3Gローミング(WORLD WING)         | フルブラウザ/Flash Player                                         |
| Google Play/dメニュー/dマーケット                                     | Gmail/Google Talk/YouTube/Picasa                      | バーコードリーダ/名刺リーダ          | ドコモ地図ナビ/ドコモ ドライブネット/Google Maps/ストリートビュー |

## 搭載アプリ
PC Companion、Sony Bridge for Mac、連絡先、ダイヤル、メッセージ、ブラウザ、ミュージック、アルバム、ビデオ、PSN、カメラ、アラームと時計、カレンダー、Lifelog、Movie Creator、テレビ、設定、電卓、音声レコーダー、スケッチ、File Commander、Eメール、FMラジオ、Track ID、Track ID、取扱説明書、What's New、電子書籍Reader by Sony、TV SideView、ニュース from Socialife、PlayStation、Xperia Lounge Japan、Facebook、Word、Excel、PowerPoint、OneNote、OneDrive、マップ、YouTube、Playストア、Google、Chrome、音声検索、Gmail、Google+、Playムービー&TV、Playブックス、Playゲーム、ドライブ、フォト、ハングアウト、Google設定